# Sonia Delaunay
Sonia Delaunay (Hradyzk, Ucraïna, Imperi Rus, 14 de novembre de 1885 - París, França, 5 de desembre de 1979) va ser una pintora i una dissenyadora de les avantguardes artístiques que juntament amb el seu marit Robert Delaunay van ser grans representants de l'art abstracte i creadors de l'orfisme o simultaneisme. El seu nom de naixement era Sarah Stern (amb patronímic i en ucraïnès: Сара Еліївна Штерн, Sarah Elíyivna o Íl·livna Stern,).

## Infancia i formació
Va néixer el 14 de novembre de 1885 a Hradyzk (avui Província de Poltava, Ucraïna), en una família molt modesta que ja tenia tres fills. Davant de la impossibilitat de fer-se càrrec de la nena, la família la va enviar a casa dels seus oncles materns Anna i Heinrich Terk, que no tenien fills, i que en un principi la van acollir i finalment la van adoptar legalment. L'oncle era advocat de prestigi a Sant Petersburg, i amant de l'art, posseïa una gran col·lecció de pintures de l'Escola de Barbizon, i Sarah Sophie (Sonia) va créixer rodejada d'obres d'art i gaudint de l'ambient cultural de la ciutat. Passava les vacances a Finlàndia, Suïssa, Alemanya i Itàlia, on també hi visitava els museus. L'any 1903 la família Terk la va enviar a Alemanya per continuar els seus estudis a la Universitat de Karlsruhe, i va ser allà on va descobrir la pintura contemporània, i on va estudiar dibuix amb Schmitd-Reuter. Dos anys més tard es va traslladar a París i es va matricular a l'Academie de la Palette, on va tenir com a companys de taller Amédée Ozenfant, André Dunoyer de Segonzac i Jean Louis Boussingault. Durant aquesta època es va iniciar en el món del gravat de la mà de Grossman.

## Épocafauvei noves amistats
A partir de 1907 veiem en les seves pintures la influència de l'expressionisme alemany i de Vincent Van Gogh i Paul Gauguin, com per exemple a Philomène, Jeune finlandaise o Nu jaune. Aquesta etapa va durar aproximadament un any i ben aviat es va decantar per l'estil fauve. El 1908 va realitzar una exposició de les seves pintures d'estil fauvista a la galeria de Wilhelm Uhde, on va conèixer en Robert Delaunay.
Per evitar les pressions familiars que li exigien tornar a Rússia, pacta un matrimoni de conveniència amb Wilhelm Uhde, i es casen el 1909 a Londres. Uhde va introduir Sonia en els cercles artístics de Georges Braque, Pablo Picasso, André Derain i Maurice Vlaminck. Robert Delaunay també freqüentava aquests cercles artístics, i ben aviat es van adonar que compartien les mateixes preocupacions artístiques. La relació entre els dos artistes es va anar consolidant, i el 1910 Sonia es divorcia d'Uhde i es casa amb Robert Delaunay. Ell la va animar a decantar les seves investigacions i obres cap a les arts aplicades, i en certa manera Sonia abandona la pintura com a mitjà d'expressió i s'endinsa en aquestes altres tècniques artístiques. Aquest canvi de direcció en la producció faria que tant Sonia com Robert Delaunay es passessin a l'abstracció pura seguint camins diferents encara que relacionats entre si, i entressin a la història de l'art en categories diferents i desiguals.

## El matrimoni simultani
La parella es va instal·lar a la Rue des Grands Augustins, on va mantenir un taller fins a 1935. I al voltant del matrimoni Delaunay-Terk es va formar un cercle de pintors, músics i escriptors, entre els quals hi havia Apollinaire.
Coincidint amb el naixement del seu fill Charles, Sonia va crear la seva primera obra abstracta, un cobertor de patchwork per al bressol del seu fill. Fet amb retalls de roba que combinaven una sèrie de colors contrastats. Robert identificava el cobertor amb l'art popular rus, però els amics de la família i integrants del cercle artístic que els envoltava no van dubtar a l'hora de reconèixer els principis del cubisme que recollia l'obra tèxtil i destacar-ne la combinació de colors únics que havia realitzat Sonia.
A partir d'aquest moment, i animada per l'admiració que havia despertat en els seus companys artistes, va començar a dissenyar petits objectes de decoració amb colors vius, primer per a casa seva, per cobrir les seves necessitats, però a poc a poc va anar dissenyant objectes per als seus amics i membres del cercle d'artistes que freqüentaven casa seva. Va pintar els seus primers Contrastes simultanés, i va crear les seves primeres enquadernacions a base de collage per als “llibres que estimo” (Rimbaud, Mallarmé o Apollinaire). Va iniciar una estreta amistat amb Blaise Cendrars, per a qui va fer l'enquadernació del llibre Les Pâques à New York i més tard va il·lustrar el poema La Prose du Transsibérien et de la Petite Jeahnne de France. Durant aquest temps també va fer diverses portades per la revista Der Sturm, alhora que realitza els seus primers models simultanis (armilles i vestits que lluïen ella i Robert). L'any 1912 torna a la pintura, tot i que no va ser un retorn a les exposicions, la seva fama s'havia estès ràpidament per l'Europa occidental però se la considerava més una dissenyadora comercial que una artista. I és que Sonia va aplicar els principis de simultaneïtat a una àmplia gama de materials i objectes, des de penjolls, pintures, teles i tapes de llibres fins a objectes de la llar.
El 1913 va participar en el Primer Saló de Tardor de Berlin, on va exposar una vintena de pintures i objectes. Un any més tard va participar en el Salon des Indépendants a Paris on exposà els seus Prismes électriques. Dissenyà diversos cartells publicitaris per a marques com Dubonnet, Zèntih o Chocolat, i va continuar col·laborant amb Cendrars, el qual li va dedicar el poema Sur la robe ella a un corps, inspirat pels vestits simultanis de Sonia.

## Estada a la península Ibèrica: pintura i objectes
L'estiu de 1914 la família Delaunay estava de vacances a Hondarribia, en esclatar la guerra decideixen quedar-se a Espanya, ja que Robert Delaunay havia estat declarat inútil per al servei militar, i es van instal·lar a Madrid. Durant aquest període Sonia comença una sèrie de pintures, Chanteurs de Flamenco. A l'any següent marxen a Lisboa i lloguen una casa a Vila do Conde, que compartien amb Eduardo Vianna i Sam Halpert. Durant aquesta estada a Portugal es van retrobar amb Amadeo de Souza-Cardoso a qui havien conegut a Paris, i també entraren en contacte amb altres artistes portuguesos com José Pacheco i José de Almada-Negreiros. Sonia havia començat a estudiar la relació de la llum i el moviment el 1913, però va descobrir a Espanya una nova dimensió de la llum i aquesta sensació s'intensificà a Portugal, una llum “desembarassada de grisos que exalta el color que ha esdevingut una entitat en ell mateix”. Va iniciar un període d'activitat molt intensa, recupera els temes figuratius i imatges quotidianes, on expressa aquesta influència de la llum en els colors de les seves composicions. Va exposar a Estocolm, a la Nya Konstgalleriet, i va realitzar la portada del catàleg. També va fer diverses portades per a la revista Vogue i va crear objectes de ceràmica. Va començar a treballar amb grans composicions amb cera sobre tela, com Marché au Minho i Hommage au donateur, en un intent per acostar-se a l'art monumental. En aquest sentit va dissenyar la façana d'una capella per a un convent de jesuïtes, però el projecte no es va arribar a dur a terme.
El 1917 el matrimoni Delaunay van abandonar Portugal i es van instal·lar a Barcelona per continuar desenvolupant els seus projectes en una ciutat cosmopolita i dinàmica. Durant la seva estada a Barcelona s'assabentaren de la revolució soviètica, fet que va suposar un trasbals per l'economia de la família, ja que Sonia va deixar de percebre les rendes que rebia de Rússia i que fins aleshores havien suposat el seu pilar econòmic. Decideixen marxar a Madrid, on van rebre el suport de Diaghilev. A través seu va col·laborar amb els Ballets Russos, Sonia va dissenyar el vestuari per a la reposició del ballet Cleòpatra. Diaghilev, a més, va posar en contacte Sonia amb el marquès de Valdeiglesias, director del diari conservador La Época. Aquest contacte li va obrir un món nou de possibilitats, ja que les dones de l'aristocràcia espanyola li encomanen vestits i objectes de decoració per a les seves llars. També va dur a terme la decoració del Petit Casino de Madrid. Gràcies a Diaghilev aconsegueix suport econòmic i obre la seva primera boutique de moda (vestits simultanis, brodats acolorits) i complements (bosses, ventalls, paraigües…). Va tenir un èxit immediat, i els principals membres del món artístic madrileny es van convertir en la seva clientela habitual. Aquesta activitat econòmica li va permetre cobrir les necessitats de la família i li van donar fama i prestigi. Tant és així, que va obrir sucursals a Bilbao, Sant Sebastià i Barcelona. Al mateix temps es va estrenar a Londres el ballet Cleòpatra: el disseny del vestuari que havia realitzat Sonia va causar furor, i li van encarregar el disseny dels vestits de l'opera Aida, estrenada al Liceu de Barcelona el 1920.

## Retorn a Paris: espectacles i decoració
El 1921, atrets per les noves idees i els nous corrents artístics que es produeixen a Paris, els Delaunay decideixen tornar a la ciutat. Robert marxa uns mesos abans i Sonia es queda a Madrid per liquidar els seus negocis. A Paris ben aviat tornen a integrar-se als moviments d'avantguarda i reconstrueixen el seu cercle d'amistats, entre els quals es troben Albert Gleizes, André Lhote, André Breton, i artistes com Tristan Tzara, Philippe Soupault o Joseph Delteil escrivien poemes inspirats en les creacions de Sonia i lluïen les robes que ella els dissenyava i confeccionava. Sonia va decidir continuar finançant la família amb l'ús comercial del seu talent, i amb l'experiència adquirida a Madrid, condiciona la llibreria Au sans pareil, a Neully. Allí va realitzar les Robes poèmes en col·laboració amb els seus amics artistes, i retornà a l'enquadernació de portades de llibres de Tristan Tzara i Iliazd (Ilia Zdanevich).
El 1923 es va encarregar de realitzar el vestuari d'una obra de Tzara, Le coeur à gaz; l'espectacle va acabar amb la intervenció de la policia, però els vestits de Sonia van ser tot un èxit, i la crítica es va fer ressò de les seves composicions. Arran d'aquest èxit de premsa, una important empresa tèxtil de Lyon es va posar en contacte amb ella per dissenyar motius per als seus teixits, I Sonia Delaunay va esdevenir la més coneguda d'un grup d'artistes del segle xx, des de Raoul Dufy a Varvara Stepanova, i els seus dissenys van entrar de ple en el món de la moda comercial.
A l'any següent va participar en un acte a favor dels refugiats russos, on va presentar la “moda del futur”, maniquins vestits amb els seus dissenys i acompanyats per un poema de Joseph Delteil. Aquest nou èxit la va portar a associar-se amb el modista Jacques Heim, amb qui obre l'Atelier Simultané, moment en què va crear els seus primers abrics brodats que causaren un fort impacte en la moda del moment. Va exposar les seves obres al Salon d'Automne i les va presentar en moviment, gràcies a una màquina inventada per Robert. El 1925, el treball de disseny de Sonia constituïa una ampliació del concepte de modernitat portat a la quotidianitat, de manera que el seu nom va esdevenir un sinònim “d'estil modern”.
El 1926 participa en l'exposició “Trente ans d'art indépendant” al Grand Palais. Juntament amb el seu marit, s'aventuren en el món del cinema, on van dissenyar els decorats i el vestuari de les pel·lícules Le P’tit Parigot, de René Le Somptier, i Vertige, de Marcel L'Herbier.
L'èxit dels dissenys de Sonia es tradueix en la invitació que rep de la Universitat de la Sorbona de Paris per pronunciar una conferència l'any 1927: “L'influence de la peinture sur l'art vestimentaire”. Però, tot i això, amb la recessió econòmica que patia França es va veure obligada a tancar el seu Atelier simultané. Va prendre part de la primera exposició de la Union des Artistes Modernes al Musée des Arts Décoratifs i en una exposició itinerant que va viatjar als Estats Units. A partir de 1931 el matrimoni uneix forces per dedicar-se de ple a l'art abstracte, durant aquest període que va durar fins a 1934 es dediquen gairebé exclusivament a la pintura, però Sonia va continuar alternant el seu interès per les arts decoratives i escrivint articles en revistes de moda. Treballa també en molts cartells publicitaris, on va començar a incorporar les làmpades de mica-tube, en aquesta línia va crear el cartell lluminós per al paper de cigarretes Zig-Zag, amb el qual va guanyar el primer premi del concurs organitzat per la Companyia Parisenca de Distribució Elèctrica.
L'any 1937 Robert Delaunay rep l'encàrrec de la decoració de dos pavellons dels arquitectes Robert Mallet-Stevens i Félix Aublet, però no dubta d'incorporar Sonia a l'equip de treball, que ja havia demostrat les seves aptituds per la decoració monumental amb l'Hommage au donateur. L'equip, integrat per un total de 50 obrers i pintors com Roger Bissière, Gleizes, Lhote, Léopold Survage va obtenir la medalla d'or pels seus panells del Pavelló dels Ferrocarrils, i això va facilitar el reconeixement de la crítica i del públic per la feina que havia realitzat el matrimoni Delaunay-Terk. Seguint en aquesta línia d'art monumental, el 1938 Sonia va fer una porta de ciment acolorit per a l'entrada al Salon d'art mural. A petició d'Othon Friesz, el matrimoni Delaunay van dur a terme la decoració del vestíbul de les escultures del Salon des Tuileries, amb Rhytmes de grans dimensions. Un any més tard, Sonia i Robert juntament amb altres artistes defensors de l'art abstracte (Nelly Van Doesburg, Fredo Sidès...) van organitzar l'exposició Salon des réalités nouvelles, la importància de la qual va radicar en el fet que aplegava per primer cop una exposició d'artistes íntegrament abstractes. També va participar en una retrospectiva dels Ballets Russos de Diaghilev al Musée des Arts Décoratifs de Paris. Robert va morir el 1941, i uns anys més tard Sonia es traslladà a Toulouse on es va retrobar amb vells amics com Tzara o Uhde, allà va decorar el Centre d'Accueil International de la Creu Roja, aquesta va ser la seva darrera obra de decoració d'interiors.
A partir de 1945 es va instal·lar de nou a Paris, i dedica els seus esforços perquè es reconegués el talent de Robert, i juntament amb el galerista Louis Carré van organitzar la primera retrospectiva de Robert Delaunay el 1946.

## Reconeixement de la seva obra com artista
A partir de 1950 es comencen a publicar reculls de les seves obres, litografies, il·lustracions, guaixos, entre d'altres. Sonia Delaunay continua treballant en la seva obra, investigant sobre el color, i ampliant la seva producció cap al camp dels mosaics i dels vitralls. També recupera les seves investigacions sobre catifes i torna a dissenyar vestuari i decorats per al teatre. La mort de Robert va alliberar Sonia de la creença que només hi podia haver una única carrera artística per al matrimoni. I a partir d'aleshores començà el reconeixement a la seva obra individual.
El 1958, el Städtischs Kunsthaus de Bielefeld (Alemanya) va organitzar la primera gran retrospectiva de l'obra de Sonia Delaunay, amb un total de 250 obres. Després d'aquesta exposició la van seguir tota una sèrie d'exposicions individuals arreu del món fins a la dècada de 1980. El 1964 Sonia i el seu fill Charles van fer una donació a l'estat francès d'un total de 101 de Sonia i Robert Delaunay, però fins a 1987 no es va poder veure la seva obra junta, quan es va inaugurar una destacada exposició al Museu d'Art Modern de París. L'any 1971 decora un automòbil, un Matra 530: els beneficis de la venda es van destinar a la investigació mèdica. La seva preocupació constant per l'aplicació del color més enllà de la pintura quedà demostrada en l'aplicació dels seus principis en una àmplia varietat de tècniques artístiques. El 1975 va ser nomenada per l'estat francès Oficial de la Legió d'Honor. El 1978 va publicar el llibre Nous irons jusqu’au soleil, on Sonia reflexiona sobre el seu treball i el de Robert: com el matrimoni compartia una mateixa visió estètica, expressada en unes formes semblants, i com la varen materialitzar en tècniques diferents.
El 1979 va patir un accident que va reduir bastant la seva mobilitat, però tot i això va continuar pintant. La darrera obra van ser uns guaixos per a la gran retrospectiva organitzada per l'Buffalo AKG Art Museum de Buffalo. Va morir al seu taller el 5 de desembre de 1979.